# 自動車技術総合機構
独立行政法人自動車技術総合機構（どくりつぎょうせいほうじんじどうしゃぎじゅつそうごうきこう、National Agency for Automobile and Land Transport Technology）は、国土交通省所管の独立行政法人。略称は自動車機構。

## 拠点
- 本部: 東京都新宿区四谷本塩町4番41号
住友生命四谷ビル4階
- 研修センター: 東京都八王子市滝山町一丁目222番地3
- 交通安全環境研究所: 東京都調布市深大寺東町七丁目42番27号
- 検査事務所: 全国の運輸支局・自動車検査登録事務所所在地に9検査部84事務所

## 業務
- 自動車検査登録制度のうち、
  - 登録の申請事項に虚偽がないかどうかなどの確認調査（道路運送車両法第24条の2）
  - 道路運送車両の保安基準（昭和26年運輸省令第67号）への適合性の審査（道路運送車両法第74条の2）
- 自動車型式指定制度のうち、保安基準への適合性の審査（道路運送車両法第75条の5）
- リコール制度のうち、
  - 保安基準不適合の原因が設計・製作過程にあるかの技術的検証（道路運送車両法第63条の2）
  - 改善措置の内容が適切であるかの技術的検証（道路運送車両法第63条の3）
- 陸上運送および航空運送に関する安全確保、環境保全、燃料資源の有効利用についての試験、調査、研究、開発とその成果普及

## 沿革
1990年代末に行政改革の一環として、従来運輸省が手がけていた自動車検査のうち、検査場での検査を独立行政法人化する方針が出された。これに基づき、2002年7月1日、自動車検査や立入検査での保安基準適合性審査を担う独立行政法人として、自動車検査独立行政法人が発足した。
- 2002年7月1日 - 自動車検査独立行政法人（通称：自動車検査法人）の発足。
- 2007年4月1日 - 職員が公務員型から非公務員型に移行（非公務員化）。
- 2008年1月4日 - 自動車審査証紙による手数料直接納付を開始[5]。
- 2008年9月 - 1回の申請における検査コースへの入場回数制限を開始。
- 2016年4月1日 - 交通安全環境研究所と統合し独立行政法人自動車技術総合機構となる。

## 歴代理事長
| 自動車検査独立行政法人理事長         | 自動車検査独立行政法人理事長 | 自動車検査独立行政法人理事長 | 自動車検査独立行政法人理事長 | 自動車検査独立行政法人理事長 |
| 代                                   | 氏名                         | 就任日                       | 退任日                       | 前職                         |
| ------------------------------------ | ---------------------------- | ---------------------------- | ---------------------------- | ---------------------------- |
| 1                                    | 橋口寛信                     | 2002年7月1日                 | 2008年6月30日                | 川崎重工業常務               |
| 2                                    | 竹内浄                       | 2008年7月1日                 | 2012年6月30日                | 古河電気工業顧問             |
| 3                                    | 栗原和郎                     | 2012年7月1日                 | 2016年3月31日                | 古河物流社長                 |
| 独立行政法人自動車技術総合機構理事長 |                              |                              |                              |                              |
| 1                                    | 柳川久治                     | 2016年4月1日                 | 2021年3月31日                | 古河電気工業常務             |
| 2                                    | 木村隆秀                     | 2021年4月1日                 | 現職                         | 古河電気工業専務             |